# Before I'll die
Before I'll Die es el segundo disco de estudio la banda polaca Blog 27, lanzado el 18 de abril de 2008 a través del sello discográfico Magic Records.

## Lista de canciones
Además de la siguiente lista de canciones, el álbum incluye todas las canciones en versión karaoke.
| N.º | Título                      | Duración |  |
| 1.  | «Cute (I'm Not Cute!)»      | 3:08     |  |
| 2.  | «That Lady»                 | 2:34     |  |
| 3.  | «Cry and Die!»              | 3:49     |  |
| 4.  | «Finally (Outta' Ma Life!)» | 3:21     |  |
| 5.  | «Fuck U!»                   | 3:19     |  |
| 6.  | «Do U Care?!»               | 3:16     |  |
| 7.  | «2 Fast 2 Live»             | 2:59     |  |
| 8.  | «Nothing's Gonna Change...» | 4:25     |  |
| 9.  | «Whoever Whatever»          | 3:18     |  |
| 10. | «Feel It, Shout It!»        | 3:30     |  |
| 11. | «Tell Me Y»                 | 3:08     |  |
| 12. | «Where's Ma Place?»         | 3:30     |  |

## Posición en las listas
| Chart                   | Abastecedores | Posición | Posición a fin de año | Certificación | Ventas  |
| ----------------------- | ------------- | -------- | --------------------- | ------------- | ------- |
| Polish Top 50 Albums    | OLiS          | 17       | 34                    | Oro           | 15,000+ |
| European Top 100 Albums |               | 90       | 98                    |               |         |